# Virgínia e Adelaide
Virgínia e Adelaide é um filme brasileiro de drama histórico dirigido por Yasmin Thayná e Jorge Furtado, com roteiro de Jorge Furtado, em colaboração com Yasmin Thayná. O longa-metragem, produzido pela Casa de Cinema de Porto Alegre, em coprodução com Globo Filmes e GloboNews, estreou em 8 de maio de 2025, com distribuição da H2O Films.
Estrelado por Sophie Charlotte e Gabriela Correa. A produção retrata o encontro marcante entre duas mulheres pioneiras da psicanálise no Brasil: Virgínia, uma mulher negra que se tornou a primeira psicanalista brasileira, e Adelaide, uma psicanalista judia que fugiu da Alemanha durante o regime nazista.

## Sinopse
Virgínia e Adelaide narra o encontro de duas mulheres que marcaram a história da psicanálise no Brasil. Em 1936, a psicanalista alemã Adelaide Koch, interpretada por Sophie Charlotte, escapa da perseguição nazista aos judeus e se refugia no Brasil. No ano seguinte, ela conhece Virgínia Bicudo, jovem pesquisadora negra vivida por Gabriela Correa, a primeira brasileira a se submeter a uma análise psicanalítica, a primeira não-médica reconhecida como psicanalista no país e uma das primeiras professoras universitárias negras do Brasil. Médica e paciente por quase dez anos, elas se tornaram colegas por mais de trinta e amigas por toda a vida.

## Elenco
- Gabriela Correa - Virgínia Bicudo
- Sophie Charlotte - Adelaide Koch